# سلى الرأس

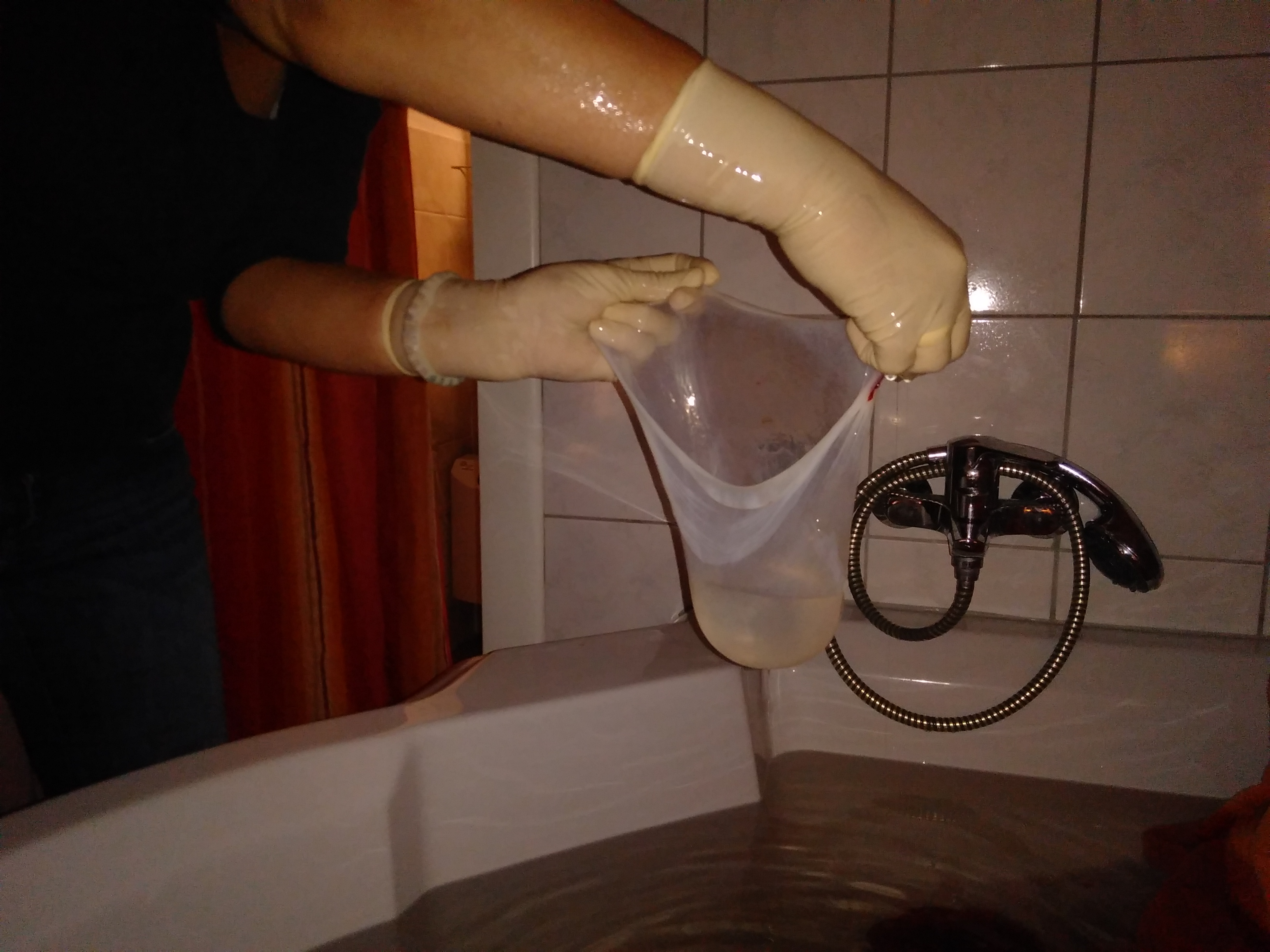

سَلَى الرأس أو بُرْقُع الجنين (بالإنجليزية: Caul or cowl)‏ هو غشاء يغلف وجه ورأس الجنين المولود حديثاً. نسبة المواليد الذين يولدون بسَلى الرأس نادرة جداً ، بنسبة مولود واحد من كل 80،000 مولود. سَلَى الرأس ليس له أضرار ويزيله مباشرةً بعد الولادة طبيب التوليد أو القابلة.
ينبغي التفريق بين الولادة بكامل الكيس السلوي والولادة بسَلَى الرأس ، ففي حالة الكيس السلوي يُولد الجنين وهو داخل الكيس السلوي كاملاً ،أما في حالة سَلى الرأس ؛ فإن الكيس الجنيني يخرج من الرحم منفصلاً والسائل السلوي أيضاً ويُولد الطفل مغلفاً بسَلَى الرأس.

## أنواع سَلَى الرأس
هنالك نوعان أساسيان من سَلَى الرأس :
- النوع الأول: وهو النوع الأكثر شيوعاً، وهو غشاء رقيق، شفاف يبطن الكيس الأمنيوسي الداخلي الذي يتمزق أثناء عملية الولادة ويتشكل حول رأس المولود.
- النوع الثاني: وهو النوع الأقل شيوعاً، وهو غشاء مجهول المنشأ يلتصق بوجه الجنين في مناطق معينة مما يجعل عملية إزالة الغشاء معقدة وصعبة.